# Загальнонаціональний конгрес чеченського народу

Прапор Конгресу

Загальнонаціональний конгрес чеченського народу — вищий орган державної влади Чеченської Республіки з 8 червня по 2 листопада 1991.

## Історія
23—25 листопада 1990 в Грозному пройшов Перший Чеченський Національний З'їзд, на якому був обраний Виконком Загальнонаціонального конгресу чеченського народу на чолі з генералом авіації ВПС СРСР Джохаром Дудаєвим.
8—9 червня 1991 в Грозному відбулася II-а сесія ОКЧН. 1—2 вересня в Грозному відбулася III-я сесія, яка оголосила Верховну Рада Чечено-Інгушської Республіки позбавленою влади і передала всю владу на території Чечні Виконкому Конгресу на чолі з Джохаром Дудаєвим. Була прийнята резолюція про проведення виборів Президента і Парламенту Чеченської Республіки. Були розроблені основні юридичні документи з проведення виборів, визначена Виборча комісія. Виконкому Конгресу було доручено організувати і провести вибори.
6 вересня 1991 Виконком на чолі з Джохаром Дудаєвим взяв під свій контроль основні політичні та адміністративні центри на території Грозного і решти Чечні. Було припинено діяльність Верховної Ради Чечено-Інгушської Республіки, яка втратила свою легітимність. Як тимчасовий уряд був заснований Тимчасовий комітет з контролю за роботою народногосподарського комплексу. 6 вересня було оголошено Днем відновлення державної незалежності чеченського народу.
27 жовтня 1991 року, під наглядом представників з 27 держав і міжнародних спостерігачів, пройшли вибори Президента і Парламенту Чеченської Республіки. Президентом ЧР був обраний Джохар Дудаєв. З обрання Президента та Парламенту де-факто і де-юре Конгрес припинив своє існування.
2 листопада 1991 Конгрес був скасований.